# Камбаните на „Света Мария“
„Камбаните на „Света Мария“ (на английски: The Bells of St. Mary's) е американски черно-бял музикален комедийно-драматичен филм от 1945 година на режисьора Лео Маккери.

## Сюжет
Внимание:  Текстът по-долу разкрива сюжета на произведението (или части от него)!
Отец Чък О'Мали е назначен за директор на християнското училище „Света Мария“, където монахини работят като учителки. Той трябва да направи препоръки към ръководството – да затворят училището или да оставят всичко както е.

## Актьорски състав
| Актьор         | Роля                 |
| -------------- | -------------------- |
| Бинг Крозби    | отец Чък О'Мали      |
| Ингрид Бергман | сестра Мери Бенедикт |
| Хенри Травърс  | Хорас П. Богардъс    |
| Уилям Гаргън   | Джо Галахър          |
| Рут Донъли     | сестра Майкъл        |
| Джоан Карол    | Патриша Галахър      |
| Марта Слийпър  | Мери Галахър         |
| Рийс Уилямс    | д-р Маккей           |
| Уна О'Конър    | г-жа Брийн           |
| Дик Тайлър     | Еди Брийн            |